# Das verlorene Symbol
Das verlorene Symbol ist ein im Jahre 2009 erschienener Roman des US-amerikanischen Autors Dan Brown. Der Roman wird der Kategorie Thriller zugeordnet.

## Werkdaten
Das englische Original The Lost Symbol erschien am 15. September 2009 und die deutsche Übersetzung am 14. Oktober 2009. Übersetzt wurde das Buch innerhalb von zehn Tagen von Angela Koonen, Stefan Bauer, Helmut W. Pesch, Axel Merz, Rainer Schumacher und Dietmar Schmidt. Außenlektor Wolfgang Neuhaus betreute das Werk. Am Mittwoch, dem 14. Oktober, zur Frankfurter Buchmesse, erfolgte der Verkaufsstart in den Buchhandlungen.
Das Buch hat 768 Seiten. Die deutsche Fassung erschien – wie die übrigen Romane Dan Browns – bei der Verlagsgruppe Bastei Lübbe.
Die Hörbuchfassung besteht aus 6 CDs und wurde, wie auch schon die Vorgänger Sakrileg und Illuminati, von Harrison Fords deutschem Standard-Synchronsprecher Wolfgang Pampel gelesen. Ungewöhnlich ist, dass die CDs schwarz sind, wodurch nicht alle Geräte die Daten lesen können.

## Thematik
Das verlorene Symbol spielt in Washington, D.C. und thematisiert Legenden rund um die Bruderschaft der Freimaurer. Der Legende zufolge verfügen diese angeblich über ein uraltes Wissen, das seit Jahrtausenden im Inneren der Menschen verborgen liegt. Über die Noetik wird im Roman versucht zu erklären, welche inneren Mächte ein jeder Mensch besitzt und wie er diese nutzen kann. Die Wissenschaftlerin Katherine Solomon verfügt über experimentelle Daten, die das Bewusstsein der Menschen komplett verändern werden. In einem Abschnitt geht Brown auf den 21. Dezember 2012 ein, den Tag, an dem die Lange Zählung des Maya-Kalenders endet und das Ende der Welt und der Aufstieg der Menschheit in eine neue Bewusstseinsebene vorausgesagt wird.

## Handlung
Der Symbolologe Robert Langdon wird vermeintlich von seinem Freund Peter Solomon zu einem Vortrag in der National Statuary Hall des Kapitols für die Smithsonian Institution nach Washington, D.C. gerufen. Solomons Schwester Katherine arbeitet in einem großen, dunklen Labor des Smithsonian Museum Support Centre als Noetikerin und sucht eine Verbindung zwischen alten Wissenschaften und moderner Physik, um die materielle Kraft der Gedanken zu nutzen. Als Langdon eintrifft, stellt er fest, dass die Einladung fingiert war und erfährt durch den Anruf eines gewissen Mal’akh, dass Peter von ihm entführt wurde. Mit Langdons Hilfe will Mal’akh ein Portal zu den Alten Mysterien öffnen.

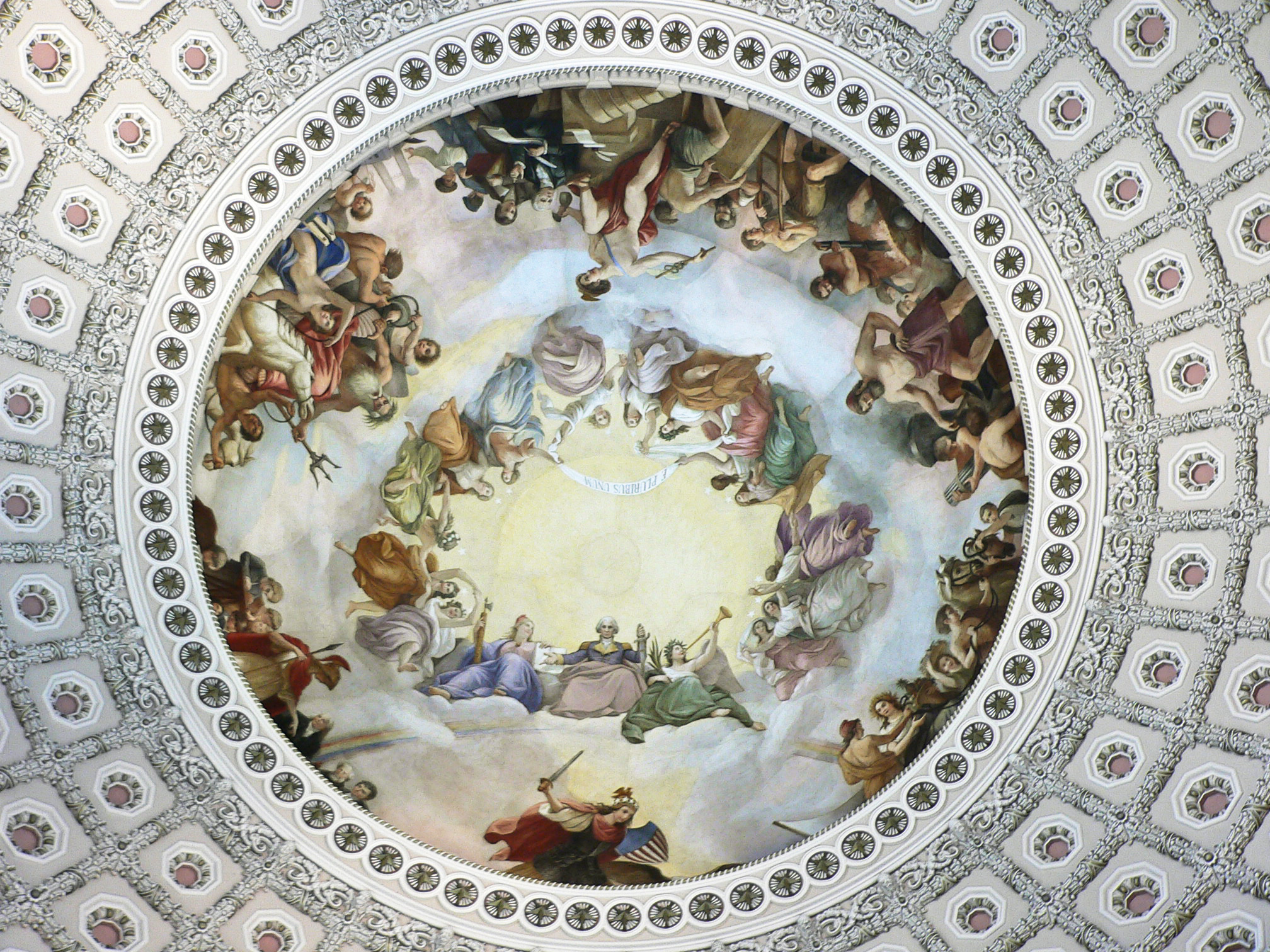
Apotheose Washingtons

Mitten in der Rotunde des Kapitols findet jemand Peters abgetrennte, mit nach oben zeigenden Fingern drapierte Hand. Langdon erkennt anhand der Tätowierungen in ihr die Darstellung der Mysterienhand. Trent Anderson, der Sicherheitschef des Kapitols, nimmt alle Anwesenden vorübergehend in Gewahrsam, darunter auch Robert Langdon.
Unmittelbar danach trifft eine Vertreterin der CIA ein. Direktor Inoue Sato vom Office of Security der CIA hat eine Forderung von einem Unbekannten erhalten, der sich als Mal'akh herausstellt. Er fordert, mit Roberts Hilfe ein mystisches Portal im Kapitol zu öffnen. Dieser reagiert jedoch skeptisch, was Sato missfällt. Er erläutert ihr die alten Mysterien und erklärt, dass die Rotunde einem römischen Vesta-Tempel nachgebildet sei und einst ein Feuer unter einem Loch im Mittelpunkt des Bodens gebrannt habe. Er verweist auf das Fresko „Apotheose George Washingtons“, das sich in der Kuppel der Rotunde befindet.
In einem Rückblick wird offenbar, dass Mal’akh auch Katherine getäuscht hat. Als angeblicher Psychiater Dr. Abbadon erzählt er ihr, dass Peter sein Patient sei. Sie seien außerdem beide Freimaurer des 33. Grades. Er versucht ihr durch geschickte Andeutungen zu entlocken, ob sie von Peters großem Geheimnis weiß. Durch eine weitere List gewährt Katherine ihm Zutritt zu ihrem Labor in der Smithsonian Institution.
Indes erinnert sich Robert – immer noch in der Rotunde – an den hundert Jahre alten Talisman, den Peter ihm einst zur Aufbewahrung anvertraute und der Ordnung aus dem Chaos (ordo ab chao) bringen soll. Mal'akh hatte ihn aufgefordert, das Relikt nach Washington zu bringen.
In der Zwischenzeit findet Katherines Assistentin Trish Dunne online ein rätselhaftes Dokument, das die Begriffe „unterirdisch“, „Washington“, „altes Portal“, „Pyramide“ und „Symbolon“ enthält, doch es ist geschwärzt und der Verfasser nicht auffindbar. Sie beauftragen einen Hacker mit der Recherche.
Robert entziffert zwischenzeitlich eine der Tätowierungen auf Peters Hand als SBB 13, was ihn, Chief Anderson und Sato ins geheime Senate Basement unter der Krypta des Kapitols führt.
Ein weiterer Rückblick zeigt Peters Entführung und es wird klar, dass Mal'akh der Mörder von Peter und Kathrines Mutter ist.
Auf dem langen Abstieg zum Kellergeschoss verlangt Sato derweil Informationen zu Peters Ring. Robert erläutert die Zeichen und Inschriften auf dem Freimaurerring und den Hinweis: „Alles wird enthüllt mit dem 33. Grad“, erklärt Peters Status innerhalb der Loge und die Hintergründe des verbreiteten Mythos, eine Pyramide mit goldenem Deckstein verstecke altes Wissen.
Im unteren Kellergeschoss angekommen, erweist sich SBB 13 als privater Raum von Peter Solomon, ein freimaurerischer Vorbereitungsraum mit einem Schädel und weiteren Utensilien.
Inzwischen ist Mal'akh beim Smithsonian angekommen, Kathrines Assistentin Trish empfängt ihn im Eingangsbereich. Auf dem Weg zum Labor wird sie von Mal'akh überwältigt und in einem Ethanolbecken ertränkt, nachdem er sich ihre Chipkarte und die dazugehörige PIN angeeignet hat. Er begibt sich auf den Weg zu Magazin 5, Katherines Labor.
Sato, Anderson und Robert haben im Kellergewölbe die verborgene Pyramide gefunden. Sie ist unvollendet und versehen mit einer codierten Inschrift.
Das von Sato angeforderte Röntgenbild von Langdons Tasche offenbart hat, dass Robert den dazugehörigen Deckstein bereits unwissentlich bei sich trägt, worauf Sato ihn augenblicklich verhaftet. Im letzten Augenblick erscheint Warren Bellamy, der Architekt des Kapitols, überwältigt Sato und Anderson und verhilft Robert zur Flucht.
Mal’akh befiehlt Robert telefonisch, die Inschrift der Pyramide bis Mitternacht zu entschlüsseln. Langdon informiert Katherine über die drohende Gefahr. Doch Mal’akh befindet sich bereits im Smithsonian Museum Support Centre.
Währenddessen beginnen Langdon und Bellamy in der Kongress-Bibliothek mit der Entschlüsselung der Pyramide, wobei der Deckstein als Legende dient. Auch Sato versucht im CIA-Hauptquartier gemeinsam mit Chief Security Analyst Nola Kaye, den Code zu knacken.
Katherine entkommt Mal’akh in letzter Sekunde und erfährt dabei, dass jener der Mörder ihrer Mutter ist. Sie reflektiert die Ereignisse von vor zehn Jahren, als ihre Mutter ums Leben kam.
Nach der Flucht der Wissenschaftlerin sprengt Mal’akh ihr Labor mithilfe einer improvisierten Knallgasexplosion.
In der Kongress-Bibliothek wird Bellamy bewusst, dass Peter Robert seinerzeit als Hüter des Decksteins ausgewählt hatte. Er beschwört ihn, die Pyramide nicht zusammenzusetzen und das Geheimnis zu bewahren. Er erachtet die Wahrung des Geheimnisses als wertvoller als Menschenleben, auch als sein eigenes. In diesem Moment trifft Katherine in der Bibliothek ein. Nachdem sie Langdon und Bellamy in der Bibliothek gefunden hat, fliehen sie zunächst gemeinsam vor Satos Team. Im Keller der Bibliothek trennt sich Ballamy von der Gruppe, um die Verfolger auf eine falsche Fährte zu locken.
Ballamy wird nach Plan von der CIA gefasst, und während er abgeführt wird, reflektiert er die Vergangenheit: vor vielen Jahren war er Zeuge, als Peters Sohn Zachary sich am 18. Geburtstag für das materielle Familienerbe und gegen die Freimaurerei entschied. Zachary „verprasste“ das Geld und starb in einem türkischen Gefängnis. Sechs Jahre später überfiel ein Mann, der sich als dessen Mitgefangener und Mörder vorstellte, die Familie Solomon und forderte die Pyramide. Als sein Plan scheiterte, erschoss er Isabell, Peters und Katherines Mutter.

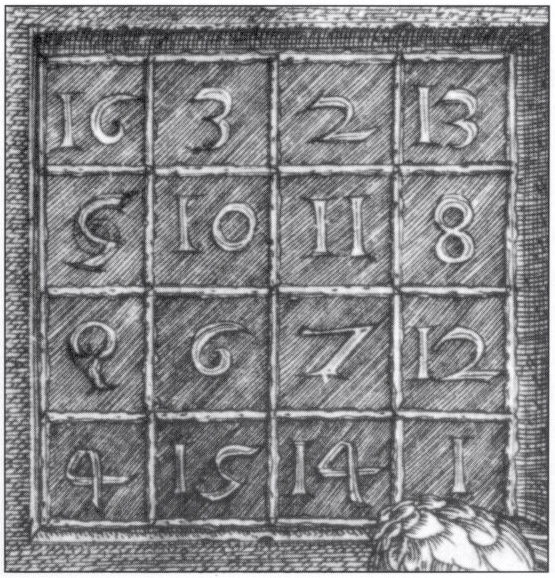
Magisches Quadrat in Melencolia I

Während Bellamy verfolgt wird, kommen Katherine und Langdon über ein Förderband ins Adams Building. Die Noetikerin besteht darauf, das Geheimnis der Pyramide aufzudecken. Sie bricht das Siegel und gemeinsam entdecken sie die Inschrift „The secret hides within The Order“ . In dem würfelförmigen Behälter, der den Deckstein enthielt, finden sie die Zahl 1514 zusammen mit dem Monogramm Albrecht Dürers , der ein Student der Alten Mysterien gewesen sei. Die Zahl verweist auf Dürers Stich Melencolia I, der in der Nationalgalerie in Washington ausgestellt ist. Darauf ist ein magisches Quadrat mit der Summe 34 zu sehen. Ein zuvor mit dem Freimaurer-Alphabet entschlüsseltes Buchstabenchaos lässt sich damit zu den Worten „Jeova Sanctus Unus“ ordnen.
Bellamy hat einem Freimaurerbruder zuvor die Frage „Gibt es keine Hilfe für Hiram Abif?“ übermittelt. Dieser Vertraute ruft Langdon nun zu einem „Refugium in Rom, nördlich des Tiber, das zehn Steine vom Berg Sinai enthält“. Die Beschreibung erinnert erneut an die römischen Spuren in Washington. Der Taxifahrer erkennt Langdon und Katherine, nach denen mittlerweile gefahndet wird. Katherine nutzt das Siegel der Vereinigten Staaten auf der Dollarnote zu einem Täuschungsmanöver und lässt das Taxi zur Freedom Plaza fahren. Von dort wollen sie angeblich mit der U-Bahn zum George Washington Masonic Memorial in Alexandria (Virginia), doch in Wirklichkeit fahren sie nach Tenleytown zur Washington National Cathedral.
Sato hat derweil Bellamy in den US Botanic Garden gebracht und weiht ihn in die Hintergründe ein, wieso der Fall eine Angelegenheit der nationalen Sicherheit ist.
Mal’akh, dessen Tätowierungen Teil seiner Transformation zum Gott sein sollen, stellt aus Peters Blut eine Tinte her, um damit die vom Ouroboros umschlossene freie Stelle auf seinem Schädel zu tätowieren.
In Tenleytown angekommen, werden Katherine und Langdon vom blinden Dompropst Colin Galloway empfangen. Er hört sich zunächst den Bericht über die jüngsten Ereignisse an und untersucht dann den Würfel. Dabei ertastet er einen winzigen Punkt, einen Circumpunkt, im inneren des Würfels. Langdon setzt Peters Siegelring darauf und dreht ihn um 33 Grad. Daraufhin entfaltet sich der Würfel zu einem Rosenkreuz. Der zuvor entschlüsselte Text „Jeova Sanctus Unus“ erweist sich als Anagramm des Isaacus Neutonuus, ein Pseudonym von Isaac Newton. Das bringt Kathrin auf eine Idee. Sie ist überzeugt, das Rätsel gelöst zu haben. Bevor sie es jedoch weiter ausführen kann, wird das Gespräch jäh unterbrochen, weil sich die CIA nähert. Galloway schleust die beiden Flüchtenden aus dem Gebäude und sie fliehen zum angrenzenden Cathedral College. Dort angekommen, erhitzt Katherine in der Küche des Colleges die Pyramide in 33 Grad Newton (entspricht 100 °C) heißem Wasser. Durch Inkandeszenz wird eine unsichtbar aufgetragene Schrift sichtbar, die den Hinweis „The secret hides within The Order“  um die Worte „Eight Franklin Square“ erweitert. Als Langdon Mal’akh auf dem Handy anruft, um ihm die Erkenntnisse mitzuteilen, meldet sich statt ihm eine Frau vom Sicherheitsdienst.
Sie stellt sich als die Kollegin jener Sicherheitsfrau vor, die Katherins Notruf zuvor nach Kalorama Heights zur Villa Mal’akhs geführt hat. Auf der Suche nach ihr hätten die Kollegen vom Sicherheitsdienst nicht nur ihre Leiche, sondern auch Peter und Mal'akhs zurückgelassenes Handy gefunden. Sie teilt Robert und Katherine mit, dass Peter in sehr schlechtem Zustand sei, worauf beide versprechen, so schnell wie möglich zum Einsatzort zu kommen.
Beide machen sich unverzüglich auf den Weg, werden aber noch im Gebäude von Sato gestellt. Katherine berichtet Sato bereitwillig alles, was sie herausgefunden haben und überlässt ihr sogar die Pyramide. Sie will nur noch eins: ihren Bruder sehen. Sie und Langdon glauben, mit Peters Rettung sei die Sache vorbei. Sato klärt sie auf, dass es so einfach nicht ist und dass sie vor einem viel größeren Problem stünden, als Peters Entführung. Sie lässt Bellamy dazuholen, der eingesperrt im SUV, draußen warten musste. Er stand ebenso wie die anderen im direkten Kontakt mit Mal'akh und soll nun erneut den Kontakt herstellen. Bellamy schickt Mal'akh ein Foto des Decksteins per E-Mail, verdeckt aber einen Teil der Inschrift mit dem Finger. Er fordert Mal'akh auf, ihn anzurufen, um den fehlenden Teil des Textes zu erfahren. Dieser ruft tatsächlich zurück und Bellamy verabredet sich mit ihm am Franklin Square.
Während sich Sato und ihr Team zum Treffpunkt aufmachen, soll ein Agent Katherine und Langdon nach Kalorama Heights fahren. Domprobst Galloway, der zwischenzeitlich ebenfalls zur Gruppe gestoßen war, gibt Langdon eine Botschaft für Peter mit: die Pyramide habe ihr Geheimnis noch immer bewahrt. Um es zu lösen, müsse man aus sich herauswachsen.
Am Treffpunkt angekommen, postiert sich Sato mit ihren Leuten auf dem Dach eines Gebäudes, um den Franklin Square zu überwachen, während Bellamy von einem Agent zum Zentrum des Parks gebracht wird, um Mal'akh zu treffen.
Auch Langdon und Katherine kommen mit CIA-Begleitung an Kalorama Heights an. Zu spät bemerken sie, dass der Anruf fingiert und die vermeintliche Rettung Peters erneut eine raffinierte Falle war. Die Sicherheitsfrau ist tot und Peter bleibt verschwunden. Mal'akh tötet den Agent und überwältigt Robert und Katherin. Gefesselt auf dem Boden liegend, fällt Roberts Blick auf die aus der Tasche gerollte, unvollendete Pyramide. Auf der Unterseite ist ein eingravierter Text zu sehen, der zuvor offenbar von einer Wachsschicht verborgen war. Die Wärme des aufgeheizten Decksteins hatte das Wachs gelöst und die Inschrift freigelegt. Robert versteht nun die Botschaft des Herauswachsens, die Galloway ihm mitgab, bevor er bewusstlos wird.
Währenddessen am Franklin Square versucht Sato noch immer vergeblich, die Hausnummer acht zu finden.
Robert erwacht in einer luft- und schalldichten Kiste aus Fiberglas, in die Mal'akh in gesperrt hatte. Zur selben Zeit entdeckt Sato am Franklin Park den Tempel der Shriners.
Mal’akh fesselt Katherine und foltert Langdon, um ihn dazu zu bringen, die Symbole auf der Unterseite der Pyramide zu entschlüsseln, indem er die Kiste langsam mit einer Flüssigkeit füllt. Robert versucht in Todesangst, die Gravur zu entschlüsseln und macht Mal’akh auf das Franklin-Quadrat achter Ordnung aufmerksam. Mal'akh entschlüsselt den Text vollständig und bringt Katherine in sein geheimes Verlies, in dem er auch Peter gefangen hält. Er schnallt sie auf einem Steintisch fest und öffnet eine Ader zum Aderlass. Mit Peter, den er in einem Rollstuhl schiebt, macht er sich auf zur letzten Station seiner Mission. Katherine lässt er zum Sterben zurück.
Satos Team trifft endlich in Kalorama Heights ein. Nachdem sich der begleitende Agent nicht wie vereinbart zurückgemeldet hatte, führt Sato selbst den Suchtrupp an. Das Team befreit Katherine und Langdon, beide werden medizinisch versorgt und unverzüglich befragt. Katherine gibt an, Mal'akhs nächstes Ziel sei der heilige Berg.
Robert erkennt im Pyramidencode Ηερεδομ das Wort Heredom als Namen für das Haus des Tempels und vermutet, dass Mal’akh sich das Verlorene Wort auf den Schädel tätowieren will. Während Langdon Sato zum Freimaurer-Gebäude führt, sucht Mal’akh die Treppe unter der Pyramide, die er in den geordneten Symbolen erkennt. Er hat eine Wendeltreppe auf dem Rückgrat und einen Phoenix auf der Brust tätowiert. Sato zeigt Langdon ein Video mit Freimaurer-Ritualen, bei denen Peter als Meister vom Stuhl und viele prominente Politiker zu sehen sind. Mal’akh setzt Peter mit der angedrohten Veröffentlichung des Videos, das er langsam als E-Mail-Anhang hochlädt, unter Druck. Er vollendet die Zeichnung auf seinem Schädel mit Peters Blut und verlangt, dass dieser ihn mit dem Akedah-Messer tötet, damit er ein würdiges Menschenopfer sein kann. Peter erfährt, dass Mal’akh sein Sohn Zachary ist, und Katherine erkennt anhand von Fotos ebenfalls dessen Identität. Als Peter das Messer erhebt, trifft Langdon im Tempel ein. Es kommt zu einem hektischen Chaos, bei dem ein Hubschrauber das Glasdach zerstört. Mal’akh stirbt, nachdem er von den Scherben des Daches getroffen wird und Peter ihm erklärt hat, dass der Circumpunkt nicht das Verlorene Wort ist. Der Versand der E-Mail mit dem belastenden Video wird im letzten Moment verhindert.

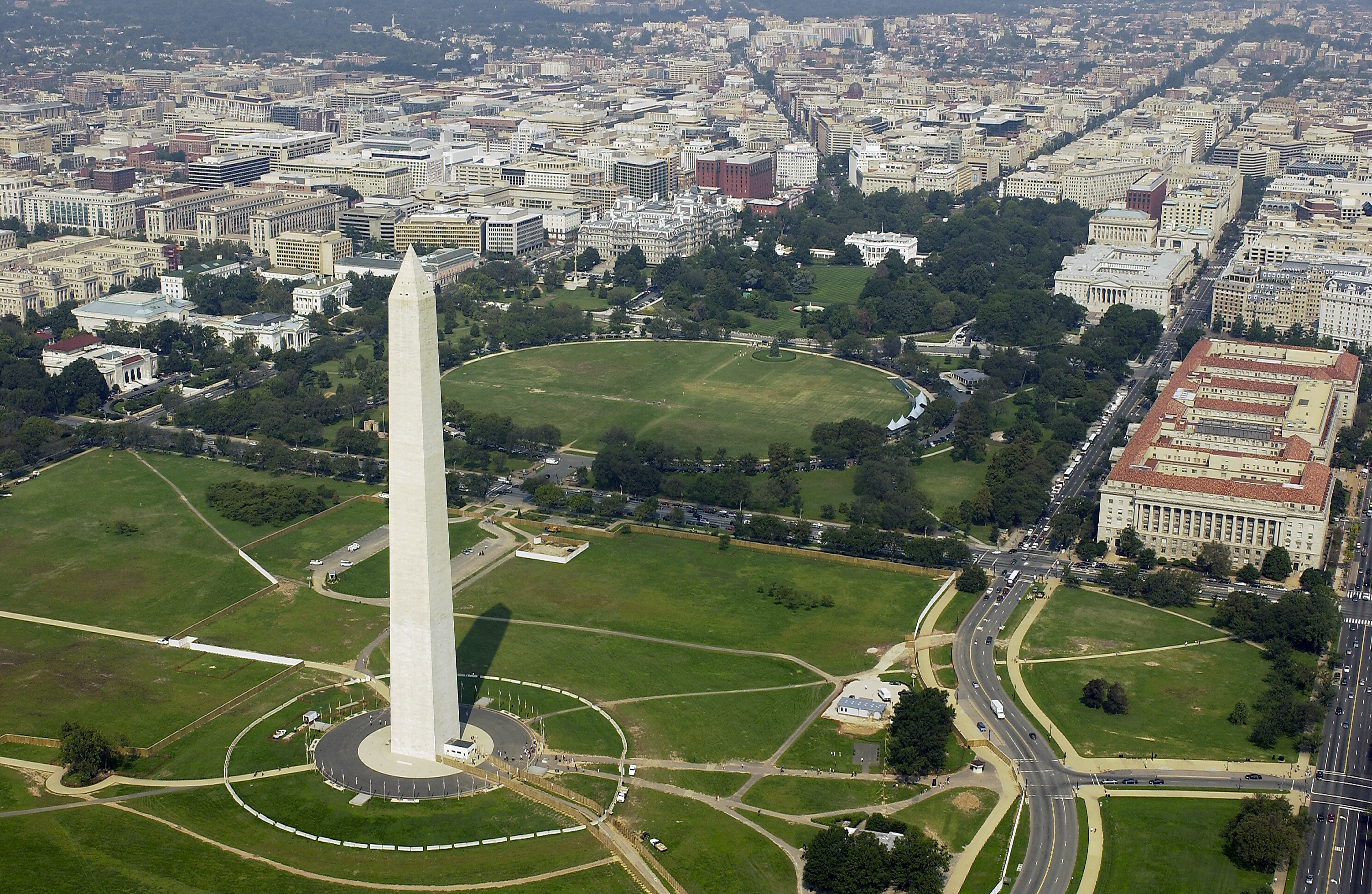
Washington Monument

Während sich herausstellt, dass das von Dunne entdeckte Dokument mit den Schlüsselwörtern aus einem CIA-Diskussionsforum über Kryptos stammt, zeigt Solomon Langdon eine neue Interpretation der Symbole, bei der der nach unten gerichtete Pfeil auf die südliche Himmelsrichtung hinweist. Solomon führt Langdon mit verbundenen Augen in die Spitze des Washington Monument. Der Deckstein des Obelisken enthält die Inschrift „Laus Deo“, die in verschlüsselter Form ebenfalls auf der Pyramide zu lesen ist:
 Au Σ  Δ ϵ 
Das Washington Monument ist von einem Circumpunkt umgeben und befindet sich am Kreuzungspunkt der amerikanischen Hauptstadt. Der Würfel erinnert an einen Grundstein und im Grundstein des Monuments befindet sich das Verlorene Wort in Form der Bibel, die die Alten Mysterien enthält. Gott ist gemäß der Regel „Erkenne dich selbst“ in jedem Menschen.
Katherine erfährt, dass ihre Forschungsarbeiten durch Peters heimliche Sicherungskopien gerettet sind. Gemeinsam mit Langdon kehrt sie zurück zur Rotunde des Kapitols. Im Apotheose-Gemälde sehen sie, wie Götter und Wissenschaftler vereint sind, und Katherine erzählt, dass bereits in der Bibel beschrieben sei, wie Gedanken die Welt materiell verändern können. Das Motto „E Pluribus Unum“ kann so gedeutet werden, dass Gott das universale Bewusstsein darstellt. Die Menschen sind ebenso wie Gott Schöpfer. Auf der Kuppel des Kapitols beobachten Katherine und Langdon, wie die aufgehende Sonne das „Laus Deo“ an der Spitze des Washington Monument erstrahlen lässt. Langdon spürt Hoffnung.

## Erfolg
Das Buch war 12 Wochen lang in den Jahren 2009 und 2010 auf dem Platz 1 der Spiegel-Bestsellerliste.

## Verfilmung
Die Verfilmung des Romans durch Sony Pictures wurde bereits für das Jahr 2012 angekündigt. Sony Pictures verfilmte auch die Vorgängerromane Illuminati (2003) und Sakrileg (2004). Schauspieler Tom Hanks soll erneut den rätsellösenden Harvard-Professor darstellen. Ron Howard, der in den beiden Vorgänger-Filmen The Da Vinci Code – Sakrileg (2006) und Illuminati (2009) Regie führte, wurde für „Das verlorene Symbol“ nicht erneut als Regisseur verpflichtet. Im Oktober 2011 wurde bekannt gegeben, dass Mark Romanek der Regie-Favorit sei. Im Juli 2013 wurde berichtet, dass Sony Pictures den Nachfolgeroman Inferno zuerst verfilmen wolle. Tom Hanks solle erneut Robert Langdon spielen und Regie solle, wie bei den beiden bereits verfilmten Büchern, Ron Howard führen. Wann „Das verlorene Symbol“ verfilmt werde, sei noch unklar.
2019 wurde bekannt gegeben, dass die Verfilmung des Buches als TV-Serie realisiert wird. The Lost Symbol mit Ashley Zukerman und Eddie Izzard in den Hauptrollen läuft seit September 2021 auf Peacock.